# 流浪汉圣玛利亚堂
流浪汉圣玛利亚堂（Santa Maria dei Derelitti）俗称奥斯佩达莱托（Ospedaletto）教堂，是一座文艺复兴风格的前教堂，位于意大利威尼斯城堡区。

## 历史
该堂始于1575年，毗邻一家建于1528年，照顾穷人和残疾孤儿的医院。其设计和布局受到 安德烈亚·帕拉弟奥的影响，装饰华丽的巴洛克式立面由巴尔达萨雷·隆盖纳（Baldassare Longhena）完成，还包括了鸠斯多·科尔特（Giusto Le Court）的雕塑。 
中殿还有雅格布瓜拉纳（Jacopo Guarana）和阿古斯蒂诺・门戈齐·科隆纳 (杰罗拉莫·门戈齐·科隆纳之子)的壁画，以及小帕尔马、乔凡尼·巴蒂斯塔·提埃坡罗、约翰·卡尔·洛思（Johann Carl Loth）和彼得洛·利比（Pietro Liberi）的作品。
直到19世纪，该堂才有一个由孤儿组成的唱诗班，这些儿童安置在隔壁。 2016年，该堂现在用于音乐会。
|  |  |  |  |